# Michael Bennett (boxe anglaise)
Pour les articles homonymes, voir Michael Bennett et Bennett.
Michael Bennett est un boxeur américain né le 26 mars 1971 à Chicago, Illinois.

## Carrière
Sa carrière amateur est principalement marquée par un titre de champion du monde obtenu à Houston en 1999 dans la catégorie poids lourds. Battu au second tour des Jeux olympiques de Sydney en l'an 2000 par Felix Savon, Bennett passe dans les rangs professionnels l'année suivante mais ne rencontrera pas le même succès. Son palmarès sera ainsi mitigé puisqu'il compte 10 victoires contre 4 défaites sans avoir remporté de titre majeur.